# Eusattodera pini
Eusattodera pini es una especie de insecto coleóptero de la familia Chrysomelidae.
Fue descrita científicamente en 1906 por Schaeffer.